# Segon Govern preconstitucional d'Espanya

Escut de l'estat espanyol, oficial fins 1977

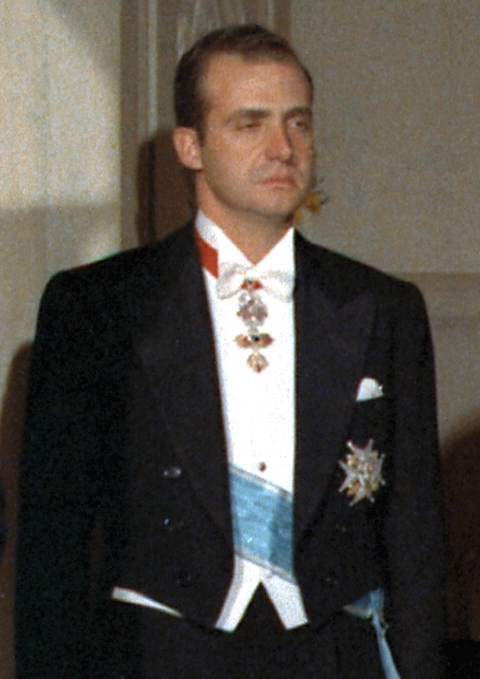
Joan Carles I, rei d'Espanya

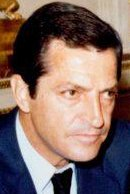
Adolfo Suárez, cap de Govern

El Segon govern preconstitucional d'Espanya va durar del 5 de juliol de 1975 al 4 de juliol de 1977. Fou el segon govern de Joan Carles I d'Espanya com a nou rei i el primer presidit per Adolfo Suárez, qui va dimitir quan es convocaren les eleccions generals espanyoles de 1977.

## Fets destacats
El nou govern s'envoltà de personatges més joves i aperturistes i avençà en aprovar la Llei per a la Reforma Política, que fou sotmesa a referèndum que facilità la legalització dels partits polítics i sindicats, una llei d'amnistia per alliberar els presos i la convocatòria d'eleccions per tal que les noves Corts sorgides poguessin votar una nova constitució. Això no fou exempt de tensions internes. La legalització del Partit Comunista d'Espanya provocaria la dimissió del ministre de Marina, i la majoria de reformes comptaren amb la desaprovació del vicepresident primer, qui també va dimitir.
Com els anteriors governs, es va veure sacsejat per una gran agitació social i política, sobretot dels partits més a l'esquerra, que proposaven la ruptura amb el sistema. Continuaren els atemptats d'ETA i de grups d'extrema dreta contraris a qualsevol canvi en el sistema, així com les reivindicacions nacionalistes a Catalunya i el País Basc.

## Composició
- Cap d'Estat

Joan Carles I d'Espanya
- President del Govern

Adolfo Suárez González
- Vicepresident Primer per a afers de Defensa i Ministre sense cartera

Tinent General Fernando de Santiago y Díaz de Mendívil
Teniente General Manuel Gutiérrez Mellado
- Vicepresident Segon per a afers de l'interior i Ministre de la Presidència

Alfonso Osorio García
- Ministre d'Hisenda

Eduardo Carriles Galarraga
- Ministre de la Governació

Rodolfo Martín Villa
- Ministre d'Afers exteriors

Marcelino Oreja Aguirre
- Ministre de Justícia

Landelino Lavilla Alsina
- Ministre de l'Exèrcit

Tinent General Félix Álvarez-Arenas y Pacheco
- Ministre de l'Aire

Tinent General Carlos Franco Iribarnegaray
- Ministre de Marina

Almirall Gabriel Pita da Veiga y Sanz
Almirall Pascual Pery Junquera
- Ministre d'Industria

Carlos Pérez de Bricio Olariaga
- Ministre de Comerç

José Lladó Fernández-Urrutia
- Ministre d'Obres Públiques.

Leopoldo Calvo-Sotelo Bustelo
Luis Ortiz González
- Ministre d'Agricultura

Fernando Abril Martorell
- Ministre d'Habitatge

Francisco Lozano Vicente
- Ministre d'Educació i Ciència

Aurelio Menéndez y Menéndez
- Ministre d'Informació i Turisme

Andrés Reguera Guajardo
- Ministre de Treball

Álvaro Rengifo Calderón
- Ministre Secretari General del Moviment

Ignacio García López
- Ministre de Relacions Sindicals

Enrique de la Mata Gorostizaga

## Canvis
Fernando de Santiago y Díaz de Mendívil presenta la dimissió el 21 de setembre de 1976, sent substituït per Manuel Gutiérrez Mellado, també militar.
L'11 d'abril de 1977 presenten la dimissió els ministres de Marina Gabriel Pita da Veiga y Sanz (per divergències polítiques) i d'Obres Públiques Leopoldo Calvo-Sotelo Bustelo (per poder presentar-se a les eleccions) sent substituïts respectivament per Pascual Pery Junquera i Luis Ortiz González.
A partir del 13 d'abril de 1977, amb la desaparició del Movimiento Nacional, el Ministre Secretari General del Moviment passa a ser Ministre Secretari General del Govern fins a la seva desaparició al juliol.